# Mussa Hassan Mgosi
Mussa Hassan Mgosi (ur. 20 sierpnia 1985 w Moshi) – tanzański piłkarz występujący na pozycji napastnika.

## Kariera klubowa
Mgosi karierę rozpoczynał w 2004 roku w Mtibwa Sugar FC. Grał tam przez rok. W 2005 roku odszedł do zespołu Simba SC. Przez 6 lat zdobył z nim 3 mistrzostwa Tanzanii (2005, 2008, 2010).
W 2011 roku podpisał kontrakt z zespołem DC Motema Pembe z Demokratycznej Republiki Konga. Następnie grał w JKT Ruvu Stars, Mbitwa Sugar FC, Simba SC i Dodoma FC.

## Kariera reprezentacyjna
W reprezentacji Tanzanii Mgosi zadebiutował w 2005 roku. Do 2012 roku rozegrał w niej 31 meczów i strzelił 1 gola.